# Antimutagène
Un antimutagène est un agent qui interfère avec la mutagénicité d'une substance.

## Exemples d'antimutagènes

### Nutriments
Les nutriments tels que les vitamines et les minéraux sont des exemples de micronutriments qui sont nécessaires pour le bon maintien de l'homéostasie du métabolisme chez les humains et les autres espèces. Les oligoéléments sont également jouent également un rôle dans la stabilité du génome, agissant potentiellement en tant qu'agents antimutagènes.
Exemples :
- caroténoïdes : induction de la seule rupture de réparation de l'ADN par un rejoindre mécanisme et l'élimination de la 8-oxoguanine qui est généralement entraîné par le stress oxydatif dans les cellules ;
- vitamines : elles peuvent induire la mort programmée des cellules via l'activation de la p53 et l'augmentation des mécanismes cellulaires contre les ruptures de brins ;
- flavonoïdes polyphénoliques : ils ont une activité antimutagène grâce à l'augmentation de l'expression de l'OGG1, qui est une enzyme responsable de supprimer 8-oxoguanine un produit mutagène créé après l'exposition de la cellule à un stress oxydatif ; augmentation de la réparation d'une rupture simple par la rejoindre et de l'induction de gènes liés à la base et la réparation par excision de nucléotides telle que XPA et XPC;
- sélénium : induit la mort cellulaire programmée par de nombreuses voies de signalisation et protège les cellules contre les dommages cellulaires causés par le stress oxydatif.
- magnésium : nécessaire au processus de réparation par excision de nucléotides - en son absence, la réparation est altérée[3].

### Filtres ultraviolets
Les écrans solaires sont des produits couramment connus pour leur capacité de protéger la peau contre les coups de soleil. Les composants actifs présents dans les écrans solaires peuvent varier, affectant ainsi le mécanisme de protection contre les rayons ultraviolets, qui peut être obtenu par l'absorption ou la réflexion de l'énergie du rayonnement UV. Comme les rayons UV peuvent causer des mutations de l'ADN, la crème solaire est considérée comme un composé antimutagène puisqu'elle en bloque l'action mutagène des UV en empêchant leur pénétration.

### Gènes suppresseurs de tumeur
Ces gènes ont pour fonction de protéger contre les cellules qui ont un comportement type des cellules tumorales, tel que l'augmentation du taux de prolifération et la croissance illimitée. Il est fréquent que l'expression de ces gènes soit diminuée voire supprimée dans les cellules tumorales. Ainsi, les gènes suppresseurs de tumeur peut être reconnus comme des agents antimutagènes.
- TP53 : gène codant la protéine p53, qui est connue pour agir sur l'apoptose et est également décrite pour être important dans la pause, la réparation par excision de cellules dont l'ADN est endommagé. La protéine p53 est un facteur de transcription impliqué dans la transcription de nombreux gènes, dont certains liés au processus de réponse des cellules contre les dommages de l'ADN. Certains types de cancer montrent une forte prévalence de la baisse ou même en l'absence de niveaux d'expression de cette protéine, le maintien de son importance à l'encontre de la mutagenèse[7].
- PTEN : un autre gène considéré comme suppresseur de tumeur ; il agit par l'intermédiaire de l'inactivation de la voie PI3K-AKT voie qui conduit à la croissance cellulaire et la survie. En d'autres termes, ce gène est important à cause de l'arrêt de la croissance cellulaire qui évite les effets et conséquences ultérieurs de la mutagenèse[8].